# 결혼전야
"결혼전야"는 2013년에 개봉한 대한민국의 영화이다.

## 캐스팅
- 김강우 : 임태규 역
- 김효진 : 배주영 역
- 이연희 : 오소미 역
- 택연 : 최원철 역
- 마동석 : 양건호 역
- 구잘 투르수노바 : 비카 역
- 이희준 : 고대복 역
- 고준희 : 강이라 역
- 주지훈 : 한경수 역
- 오나라 : 고선옥 역
- 민성욱 : 태규 후배 코치 역
- 이도아 : 이도아 역
- JOO : 송아름 역
- 다리아 크루토바 : 소냐 역
- 김재철 : 어울림 종업원 역
- 조은아 : 부녀회 역
- 김화연 : 부녀회 역
- 김경란 : 부녀회 역
- 최선심 : 부녀회 역
- 신성원 : 결혼식장 유부남 역
- 최병모 : 결혼식장 유부남 역
- 박상훈 : 결혼식장 유부남 역
- 김기송 : 결혼식장 유부남 역
- 안지환 : 극장 & 보닛 커플 역
- 장리우 : 극장 & 보닛 커플 역
- 유민석 : 건호 부모 역
- 주부진 : 건호 부모 역
- 유시은 : 메이크업 담당자 역
- 강혜선 : 아쿠아리움 안내원 역
- 윤지욱 : 설치기사 조수 역
- 민주홍 : 서점 사인회 소녀팬 역
- 최우정 : 서점 사인회 어른팬 역
- 최수아 : 횟집 웹툰팬 역
- 신나라 : 야구선수 역
- 이명노 : 야구선수 역
- 최종윤 : 공항 보안요원 역
- 김은진 : 공항 보안요원 역
- 이다해 : 구청직원 역
- 임병우 : 기념품가게 종업원 역
- 홍경준 : 댄싱캠프 사회자 역
- 오세일 : 비뇨기과 간호사 역
- 박준서 : 웨딩 사진작가 역
- 차순형 : 인터뷰 사진기자 역
- 박선 : 웨딩플래너 역
- 이미영 : 웨딩드레스 헬퍼 역
- 변우진 : 응원단장 역
- 이승현 : 어울림 주방보조 역
- 남상지 : 어울림 직원 역
- 한정화 : 어울림 직원 역
- 김태린 : 태린 역
- 이가은 : 노래방 도우미 역
- 최주미 : 노래방 도우미 역
- 임소미 : 노래방 도우미 역
- 안토니 조단 : 비카 상견례 가짜 가족 역
- 샤크르스카야 엘레나 : 비카 상견례 가짜 가족 역
- 슈샤레바 예카테리나 : 비카 상견례 가짜 가족 역
- 미샤노바 마리야 : 비카 닮은 여행객 역
- 버나쉐바 리자이너 : 외국인 여행객 역
- 엘레나 제나바야 : 요리강습 외국인들 역
- 이리나 피번 : 요리강습 외국인들 역
- 류미나 : 아쿠아리움 무용수들 역
- 서진주 : 아쿠아리움 무용수들 역
- 송재호 : 김석동 역 (특별출연)
- 이주실 : 김석동 부인 역 (특별출연)
- 장광 : 이라 부 역 (특별출연)
- 전수경 : 드레스샵 원장 역 (특별출연)
- 김광규 : 닥터 김 역 (특별출연)
- 황정민 : 부녀회장 역 (특별출연)
- 이달형 : 설치기사 역 (특별출연)
- 이미도 : 별난신부 역 (특별출연)
- 김지영 : 대복 모 역 (특별출연)